# Vermilia triquetroides
Vermilia triquetroides är en ringmaskart som först beskrevs av Delle Chiaje 1822.  Vermilia triquetroides ingår i släktet Vermilia och familjen Serpulidae. Inga underarter finns listade i Catalogue of Life.